# Худжефа I
Худжефа I — фараон II династии Раннего царства Древнего Египта, правивший в XXVIII или XXVII веке до н. э. Настоящее имя фараона неизвестно, поскольку слово «худжефа» на древнеегипетском языке обозначает «стёрто». Этот фараон указан в Туринском папирусе, составленном во время правления Рамсеса II. Вероятно, что когда он составлялся, в источнике имя было нечитаемо, о чём была создана отметка. Согласно Туринскому папирусу, фараон правил 11 лет 8 месяцев. Точной идентификации фараона не существует, его иногда отождествляют с фараоном Сесохрисом из «Истории Египта» Манефона, которому тот приписывает 48 лет правления. Также предпринимались попытки отождествить Худжефу с фараоном Сетом Перибсеном.

## Источники

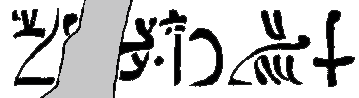
Имя Худжефы в Туринском папирусе

## Идентификация
Сложности в идентификации фараона связаны с тем, что Худжефа — это не личное имя в общепринятом смысле, а древнеегипетское слово, обозначающее «стёрто», которое может означать, что имя на документе, который послужил источником для создания царского списка, было невозможно прочитать, поэтому писец поставил соответствующую отметку. Современные исследователи предполагают, что когда во времена Нового царства в правление XIX династии составлялись царские списки, писец наткнулся на то, что имя, размещавшееся между фараонами Неферкасокаром и Хасехемуи, разобрать невозможно. Сначала писец просто отметил «стёрто», но затем, поскольку слово касалось имени царя, ошибочно поместил его в картуш. В результате последующие писцы и официальные лица воспринимали его как настоящее личное имя фараона и включили его в свой список.
Древнегреческий историк Манефон, создавший «Историю Египта», между фараонами Неферкасокаром и Хасехемуи, которые в Туринском списке являются соответственно предшественником и преемником Худжефы, помещает фараона Сесохриса указав, что он правил 48 лет, а его тело имело длину 5 локтей (около 225 см) и ширину 3 руки (около 23 см), однако современные египтологи сомневаются в данном заключении, поскольку захоронение Худжефы неизвестно.
Ряд египтологов, в частности Т. Даутценберг и В. Хельк, попытались отождествить Худжефа с фараоном Сетом Перибсеном. В качестве обоснования своей гипотезы они указывали, что 11-летнее правление фараона, указанное в Туринском царском папирусе, не соотносится с фараоном, имя которого было уничтожено. По их мнению уничтожение имени было бы обосновано, если бы его имя не упоминалось в последующее время. Подобное произошло с фараоном Перибсеном, имя которого во время правления Рамессидов из-за его религиозных реформ было исключено из царских списков.

## Попытки реконструкции хронологии
Согласно реконструкции египетской хронологии, предпринятой египтологами В. Хельком, Н. Грималем, Г. А. Шлёглем и Ф. Триардрити, фараон Нинечер, 3-й правитель II династии (Раннее царство), предшественник фараона Перибсена, оставил государство, которым было сложно управлять из-за чрезмерно усложнённого административного аппарата. Поэтому перед смертью фараон решил его разделить между двумя сыновьями (или избранными преемниками), которые будут управлять двумя отдельными царствами в надежде, что они смогут таким образом преодолеть возникшие трудности. 
Египтолог Барбара Белл предположила, что в Египте в это время была продолжительная засуха, приведшая к голоду, в результате чего в царстве произошла экономическая катастрофа. Для того чтобы с ней справиться, по мнению исследовательницы, фараон Нинечер разделил своё царство на 2 части, в которых его преемники основали 2 независимых государства, разделённые до тех пор, пока не удалось решить все проблемы. Для обоснования своей гипотезы Белл указала на записи о ежегодных разливах Нила на Палермском камне, которые, по её мнению, показывают постоянно низкий уровень в течение этого периода. Но выкладки исследовательницы были опровергнуты другими египтологами. В частности, С. Зейдлмайер показал, что ежегодные разливы Нила во время правления Нинечера и вплоть до периода Древнего царства были на обычном уровне. По его мнению, Белл упустила, что надписи на Палермском камне указывают о разливах Нила только вокруг Мемфиса, а не в других местах реки, поэтому нельзя говорить на их основании о длительной засухе.
Каких-то археологических находок, которые можно достоверно соотнести с Худжефой, не существует. Многие египтологи считают, что он был не самостоятельным правителем, а соправителем другого фараона. В Саккарском и Туринском царских списках его предшественниками указаны фараоны Неферкара I и Неферкасокар, а непосредственным преемником — Хасехемуи. Поскольку Абидосский список имена фараонов Неферкара I, Неферкасокар и Худжефа I не указывает, то не исключено, что Худжефа правил только в Нижнем Египте. Если к моменту вступления Худжефа на престол Египет был уже разделён, то Сехемиб и Перибсен могли править Верхним Египтом, а Худжефа и его преемники — Нижним. И вновь объединить Египет удалось только фараону Джаджаю, которого идентифицируют с Хасехемуи.
Туринский царский список указывает, что Худжефа правил 11 лет 8 месяцев, однако ряд египтологов, в частности Ю. фон Бекерат и Т. Шнайдер, считают этот срок правления преувеличенным. Исследователи отводят его правлению всего 2 года. Согласно фон Беккерату, фараон правил примерно в 2736/2686 — 2734/2684 годах до н. э.